# Volcà del Pla sa Ribera
El Volcà del Pla sa Ribera és un volcà situat al municipi de Santa Pau, a la comarca catalana de la Garrotxa.